# Meitō-ku
Meitō-ku (名東区?) è uno dei sedici quartieri amministrativi della città di Nagoya, in Giappone.